# بدولي
بدولي (بالفارسية: بدولی) هي قرية تقع في أذربيجان الغربية في إيران. يقدر عدد سكانها بـ 426 نسمة بحسب إحصاء 2016.